# Cees Bal
Cornélius "Cees" Bal (Kwadendamme, 21 de noviembre de 1951). Fue un ciclista  holandés, profesional entre 1972 y 1979, cuyos mayores éxitos deportivos los logró en la Vuelta a España, donde conseguiría 1 victoria de etapa en la edición de 1979, y en el Tour de Flandes, clásica que obtendría en 1974.

## Palmarés
| 1972 - Vencedor de una etapa de la Milk Race - 1º de la Omloop van de Baronie 1973 - 2 etapas en la Dauphiné Libéré - Étoile des Espoirs - Circuito de la Frontera - 1º en Essen - Vencedor de una etapa del Tour d'Indre-et-Loire 1974 - Tour de Flandes - Tour de l'Aude - 1 etapa de la Setmana Catalana - 1º en De Pinte | 1975 - 1 etapa del Tour de l'Aude - 1º en Kloosterzande 1976 - 1º en Stekene - 1º en Woerden 1977 - 1º en Santpoort - 1º en Sas van Gent 1978 - Campeón de los Países Bajos de los 50 km pista - 1º en Ridderkerk 1979 - 1 etapa en la Vuelta a España |

### Resultados en el Tour de Francia
- 1974. Abandona (16.ª etapa)
- 1977. 51.º de la clasificación general

### Resultados en el Giro de Italia
- 1976. 82.º de la clasificación general

### Resultados en  la Vuelta a España
- 1978. Abandona
- 1979. 45.º de la clasificación general. Vencedor d'una etapa